# Ciecholewy (powiat chojnicki)
Ciecholewy (kaszub. Cechòlewë lub też Czechòlewë, niem. Zechlau, dawniej Czecholewo) – wieś kaszubska w Polsce położona w województwie pomorskim, w powiecie chojnickim, w gminie Konarzyny.
W latach 1975–1998 miejscowość należała administracyjnie do województwa słupskiego.